# Secretos del corazón
Secretos del corazón es una película dramática española escrita y dirigida por Montxo Armendáriz, candidata al Óscar de Hollywood y ganadora de cuatro premios Goya. Estrenada en marzo de 1997, se rodó en buena parte en el pueblo navarro de Ochagavía.

## Argumento
Durante las vacaciones, Javi y su hermano Juan van al pueblo en la montaña. Allí, Javi se siente atraído por el secreto que oculta una habitación de la casa, que siempre permanece cerrada: la sala donde encontraron muerto a su padre. Juan le dice que en esa habitación se puede escuchar la voz de su padre, porque los muertos gritan para librarse de los secretos. Intrigado por ese mundo enigmático, Javi seguirá indagando en los misterios que oculta. Sus investigaciones le harán descubrir y comprender el mundo de los adultos y sus mentiras.

## Ficha artística
- Carmelo Gómez (Tío)
- Andoni Erburu (Javi)
- Charo López (María)
- Sílvia Munt (Madre)
- Vicky Peña (Rosa)
- Álvaro Nagore (Juan)
- Íñigo Garcés (Carlos)
- Joan Vallès (Abuelo)
- Joan Dalmau (Benito)
- Chete Lera (Ricardo)

## Comentarios
Según la propia definición de su realizador, Secretos del corazón es "una película poética y de sentimientos que puede competir con las grandes superproducciones de efectos especiales de Hollywood".

## Palmarés cinematográfico
Premios Óscar
| Categoría                          | Resultado |
| ---------------------------------- | --------- |
| Mejor película de habla no inglesa | Nominada  |

XII edición de los Premios Goya
| Categoría                 | Persona                                        | Resultado |
| ------------------------- | ---------------------------------------------- | --------- |
| Mejor película            | Mejor película                                 | Nominada  |
| Mejor director            | Montxo Armendáriz                              | Nominado  |
| Mejor actriz de reparto   | Charo López                                    | Ganadora  |
| Mejor actriz de reparto   | Vicky Peña                                     | Nominada  |
| Mejor actor revelación    | Andoni Erburu                                  | Ganador   |
| Mejor guion original      | Montxo Armendáriz                              | Nominado  |
| Mejor montaje             | Rori Sáinz de Rozas                            | Nominada  |
| Mejor dirección artística | Félix Murcia                                   | Ganador   |
| Mejor sonido              | Gilles Ortion Alfonso Pino Bela María da Costa | Ganadores |

Premios Sant Jordi
| Categoría               | Resultado |
| ----------------------- | --------- |
| Mejor película española | Ganadora  |

Medallas del Círculo de Escritores Cinematográficos de 1997
| Categoría            | Persona           | Resultado |
| -------------------- | ----------------- | --------- |
| Mejor película       | Mejor película    | Ganadora  |
| Mejor director       | Montxo Armendáriz | Ganador   |
| Mejor guion original | Montxo Armendáriz | Ganador   |

Premios Ondas
| Año  | Categoría      | Resultado |
| ---- | -------------- | --------- |
| 1997 | Mejor película | Ganadora  |

Premios de la Unión de Actores
| Año  | Categoría                       | Persona       | Resultado |
| ---- | ------------------------------- | ------------- | --------- |
| 1997 | Mejor interpretación secundaria | Charo López   | Ganadora  |
| 1997 | Mejor actor revelación          | Andoni Erburu | Ganadora  |

Premios Alfa y Omega
| Año  | Categoría               | Resultado |
| ---- | ----------------------- | --------- |
| 1997 | Mejor película española | Ganadora  |

Premio Gimeno-Revelación
| Año  | Persona       | Resultado |
| ---- | ------------- | --------- |
| 1997 | Andoni Erburu | Ganadora  |

Festival de Cine de Cartagena
| Año  | Categoría               | Resultado |
| ---- | ----------------------- | --------- |
| 1997 | Mejor director          | Ganadora  |
| 1997 | Mejor fotografía        | Ganadora  |
| 1997 | Mejor Actriz de reparto | Ganadora  |

Festival de Cine de Berlín Berlinale
| Año  | Categoría                                     | Resultado |
| ---- | --------------------------------------------- | --------- |
| 1997 | Premio Ángel Azul a la mejor película europea | Ganador   |

Festival de Cine de Chicago
| Año  | Categoría                                       | Resultado |
| ---- | ----------------------------------------------- | --------- |
| 1997 | Premio Hugo de la Audiencia a la mejor película | Ganadora  |